# Raül Agné
Raül Agné Montull (Mequinenza, Zaragoza, España, 24 de mayo de 1970) es un exfutbolista y entrenador de fútbol español que actualmente está libre tras abandonar la disciplina del Gimnàstic de Tarragona. Jugó de defensa central durante su carrera futbolística.

## Trayectoria

### Como jugador
Como futbolista actuaba en la demarcación de defensa central. Comenzó jugando en las categorías inferiores del Club Deportivo Mequinenza, hasta que el Real Zaragoza lo incorporó a sus categorías inferiores. Jugó en el Real Zaragoza B, U.D. Casetas y posteriormente realizó toda su trayectoria como jugador en clubes catalanes como el Figueres, Girona y Palamós. También pasó por el C.D. Binéfar donde a su vez (como también hizo su hermano Vidal Agné) entrenó a las categorías inferiores del fútbol base de dicha localidad.

### Como entrenador
Inicios
Tras su retirada como futbolista, en la temporada 2004/05 se hizo cargo del C. F. Peralada, con el que militó tres temporadas en Tercera División. En la primera temporada evitó el descenso de su equipo, quedando en la 15.ª posición. En la segunda campaña, el equipo catalán quedó quinto, a un puesto de disputar la promoción de ascenso a Segunda B. Finalmente, en la siguiente campaña, quedó en mitad de la tabla, cerrando su etapa en el club. Posteriormente, en la temporada 2006/07 entrenó al Palamós en Tercera.
Girona FC
Tras el ascenso del Girona a Segunda B, en verano de 2007, el por entonces entrenador del Girona Ricardo Rodríguez fichó por el Málaga B, por lo que el club gerundense apostó por Agné para la temporada 2007/08. La apuesta fue devuelta con creces por el entrenador menquinenzano, que realizó una temporada de ensueño, quedando campeón del Grupo III de Segunda B y ascendiendo a Segunda División tras apear en la promoción de ascenso a Barakaldo y Ceuta. Fue un tremendo logro para el club, en una temporada marcada por los problemas económicos, ya que estuvo cerca de la desaparición.
En la temporada 2008/09, tras una meritoria primera vuelta que el Girona terminó en 11.ª posición; el conjunto de Montilivi entró en una inercia peligrosa en la segunda vuelta, y a falta de 5 jornadas para la conclusión de la Liga, con el equipo a 5 puntos del descenso, Agné fue destituido en busca de una reacción del equipo rojiblanco.
Recreativo de Huelva
En diciembre de 2009, Agné se incorporó al Real Club Recreativo de Huelva, de Segunda División, tras el cese de Javi López tras la jornada 14.ª del campeonato. Tras finalizar la temporada, logrando la permanencia cómodamente (sumó 41 puntos en 28 partidos), anunció su marcha del Decano "por motivos personales".
Regreso al Girona FC
En la temporada 2010-11, Agné regresó al Girona FC. Allí consiguió de nuevo el objetivo de la permanencia, llegando incluso a soñar con entrar en el play-off de ascenso (el equipo catalán terminó como 11.º clasificado), motivo por el cual fue renovado. Pero el 15 de enero de 2012, tras una floja primera vuelta de la temporada 2011-12, con el Girona penúltimo, el técnico menquinenzano fue destituido. No obstante, fue durante varios años el técnico del Girona FC con más partidos en Segunda (99), hasta que le superó Pablo Machín.
Cádiz CF
El 10 de diciembre de 2012, fue contratado por el Cádiz CF. El equipo gaditano estaba en una situación muy delicada, pero obtuvo la permanencia en Segunda B, finalizando como 13.er clasificado. El 18 de marzo de 2014, con el Cádiz en quinto lugar del grupo IV de 2.ª B; Agné fue cesado por la mala racha del equipo, sobre todo en los partidos fuera de casa.
CD Tenerife
El 3 de febrero de 2015, firmó como nuevo técnico del CD Tenerife hasta el final de la temporada 2014-15. Se hizo cargo del equipo canario cuando era el 18.º clasificado tras 23 jornadas, y logró 5 victorias, 9 empates y 5 derrotas que fueron suficientes para lograr el objetivo de la permanencia (17.ª posición), renovando por un año más. Sin embargo, el Tenerife sufrió un mal comienzo de Liga, sumando un solo punto en 4 partidos. Aunque dos victorias consecutivas lo sacaron de las últimas posiciones, 3 puntos de 15 posibles volvieron a hundir al equipo en puestos de descenso. Agné fue despedido el 3 de noviembre de 2015, después de que el conjunto chicharrero sólo obtuviera 10 puntos tras 11 jornadas de Liga.
Real Zaragoza
El 25 de octubre de 2016, se convirtió en el nuevo entrenador del Real Zaragoza. El 19 de marzo de 2017, fue sustituido por César Láinez, entrenador del Deportivo Aragón (conjunto filial del club aragonés); tras sumar 22 puntos en 19 partidos, dejando al Real Zaragoza en el 15.º puesto de la tabla (idéntica posición que ocupaba a su llegada).
Nei Mongol Zhongyou FC
En diciembre de 2017, se incorporó al Nei Mongol Zhongyou, conjunto que militaba en la Segunda División del gigante asiático. Le acompañó Arnau Sala, hasta la fecha técnico del CF Peralada-Girona B y que sería su segundo en esta aventura en China.
Córdoba CF
El 23 de octubre de 2019, fue contratado por el Córdoba CF. El 10 de marzo de 2020, el club cordobés destituyó a Agné como entrenador, tras unos resultados y un juego no satisfactorios en los últimos encuentros, siendo sustituido por Juan Sabas.
Gimnàstic de Tarragona
El 28 de mayo de 2021, el Club Gimnàstic de Tarragona anuncia el fichaje de Agné como entrenador para la temporada 2021-2022, con opción a una temporada más. Bajo su dirección, el equipo tarraconense llegó a la final de la promoción de ascenso a Segunda División, pero perdió contra el Villarreal "B". El 15 de enero de 2023, el club decidió prescindir de sus servicios como entrenador tras las dos últimas derrotas del equipo en liga cosechadas ante Atlético Baleares y UE Cornellà respectivamente.

## Clubes

### Como jugador
| Club             | País   | Año       |
| ---------------- | ------ | --------- |
| Deportivo Aragón | España | 1990-1993 |
| Girona F. C.     | España | 1993-1995 |
| U. E. Figueres   | España | 1995-1998 |
| C. D. Binéfar    | España | 1998-2001 |
| Palamós C. F.    | España | 2001-2002 |
| Girona F. C.     | España | 2002-2003 |

### Como entrenador
| Club                       | País   | Año       | P  | PG | PE | PP | % v.  |
| -------------------------- | ------ | --------- | -- | -- | -- | -- | ----- |
| C. F. Peralada             | España | 2004-2006 | 76 | 33 | 20 | 23 | 43.42 |
| Palamós C. F.              | España | 2006-2007 | 38 | 13 | 12 | 13 | 34.21 |
| Girona F. C.               | España | 2007-2009 | 81 | 32 | 29 | 20 | 39.51 |
| R. C. Recreativo de Huelva | España | 2009-2010 | 30 | 9  | 14 | 7  | 30    |
| Girona F. C.               | España | 2010-2012 | 64 | 18 | 20 | 26 | 28.13 |
| Cádiz C. F.                | España | 2012-2014 | 52 | 24 | 11 | 17 | 46.15 |
| C. D. Tenerife             | España | 2015      | 31 | 7  | 13 | 11 | 22.58 |
| Real Zaragoza              | España | 2016-2017 | 19 | 6  | 4  | 9  | 31.58 |
| Nei Mongol Zhongyou        | China  | 2017-2018 | 18 | 4  | 1  | 13 | 22.22 |
| Córdoba C. F.              | España | 2019-2020 | 20 | 9  | 5  | 6  | 45    |
| Gimnàstic de Tarragona     | España | 2021-2023 | 63 | 26 | 19 | 18 | 41.27 |